# Hybomitra lanifera
Hybomitra lanifera är en tvåvingeart som först beskrevs av Mcdunnough 1922.  Hybomitra lanifera ingår i släktet Hybomitra och familjen bromsar. Inga underarter finns listade i Catalogue of Life.